# Cytherea infuscata
Cytherea infuscata är en tvåvingeart som först beskrevs av Johann Wilhelm Meigen 1820.  Cytherea infuscata ingår i släktet Cytherea och familjen svävflugor. Inga underarter finns listade i Catalogue of Life.